# Ina Maria von Bassewitz
Ina Maria von Bassewitz (nascida Ina-Maria Helene Adele Elise von Bassewitz -Levetzow; 27 de janeiro de 1888 - 17 de setembro de 1973) era a esposa do príncipe Óscar da Prússia.

## Início da vida
Ina Maria nasceu em Bristow, Meclemburgo, Alemanha, filha do conde Karl Heinrich Ludwig von Bassewitz-Levetzow e sua esposa condessa Margarethe Cäcilie Luísa Friederike Alexandrine Susette von der Schulenburg. Seu irmão era Werner Graf von Bassewitz-Levetzow.

## Casamento

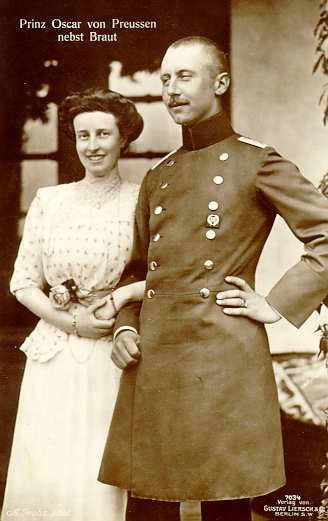
A condessa Ina Maria com o seu marido, o príncipe Óscar.

Em 31 de julho de 1914 ela se casou com Óscar da Prússia, filho do imperador Guilherme II e sua esposa Augusta Vitória de Schleswig-Holstein.Ambos os casamentos civis e religiosos e teve lugar no Palácio de Bellevue em Berlim, Reino da Prússia. Inicialmente, a união foi considerada morganático, mas em 03 de novembro de 1919 foi decretado para ser dinástica de acordo com as leis de casas da casa real de Hohenzollern. Antes de seu casamento, em 27 de julho de 1914, Ina Maria tinha também ganhou o título de Condessa de Ruppin, e de 21 de junho de 1920, foi intitulada de Princesa de Prússia com o estilo de Alteza Real. O casal teve quatro filhos:
1. Óscar da Prússia (21 de julho de 1915 - 5 de setembro de 1939), morreu na Segunda Guerra Mundial; sem descendência.
2. Burchard da Prússia (8 de janeiro de 1917 - 12 de agosto de 1988), casado com a condessa Eleonore Fugger von Babenhausen; sem descendência.
3. Herzeleide da Prússia (25 de dezembro de 1918 - 22 de março de 1989), casada com o príncipe de Karl Biron da Curlândia; com descendência.
4. Guilherme-Carlos da Prússia (20 de janeiro de 1922 - 9 de abril de 2007), casado com Armgard von Veltheim; com descendência.

## Morte
Ina Maria morreu em Munique, Baviera, em 17 de setembro de 1973 aos 85 anos.

## Títulos e estilos
- 27 de janeiro de 1888 - 31 de julho de 1914: Condessa Ina-Maria von Bassewitz-Levetzow
- 31 de julho de 1914 - 21 de junho de 1920: Sua Alteza Ilustríssima a Condessa Ina-Maria de Ruppin
- 21 de junho de 1920 - 17 de setembro de 1973: Sua Alteza Real a Princesa Óscar da Prússia